# Torpedo (Unternehmen)
Tvornica motora i motornih vozila Torpedo (kurz Torpedo) mit Sitz in Rijeka in Kroatien war ein bedeutendes Maschinenbauunternehmen. Es entstand 1953 aus dem Vorgängerunternehmen Aleksandar Ranković und fertigte bis zum Konkurs im Jahr 2000 Motoren, Traktoren, Baumaschinen und gepanzerte Fahrzeuge für heimische Kunden und für den Export.

## Geschichte

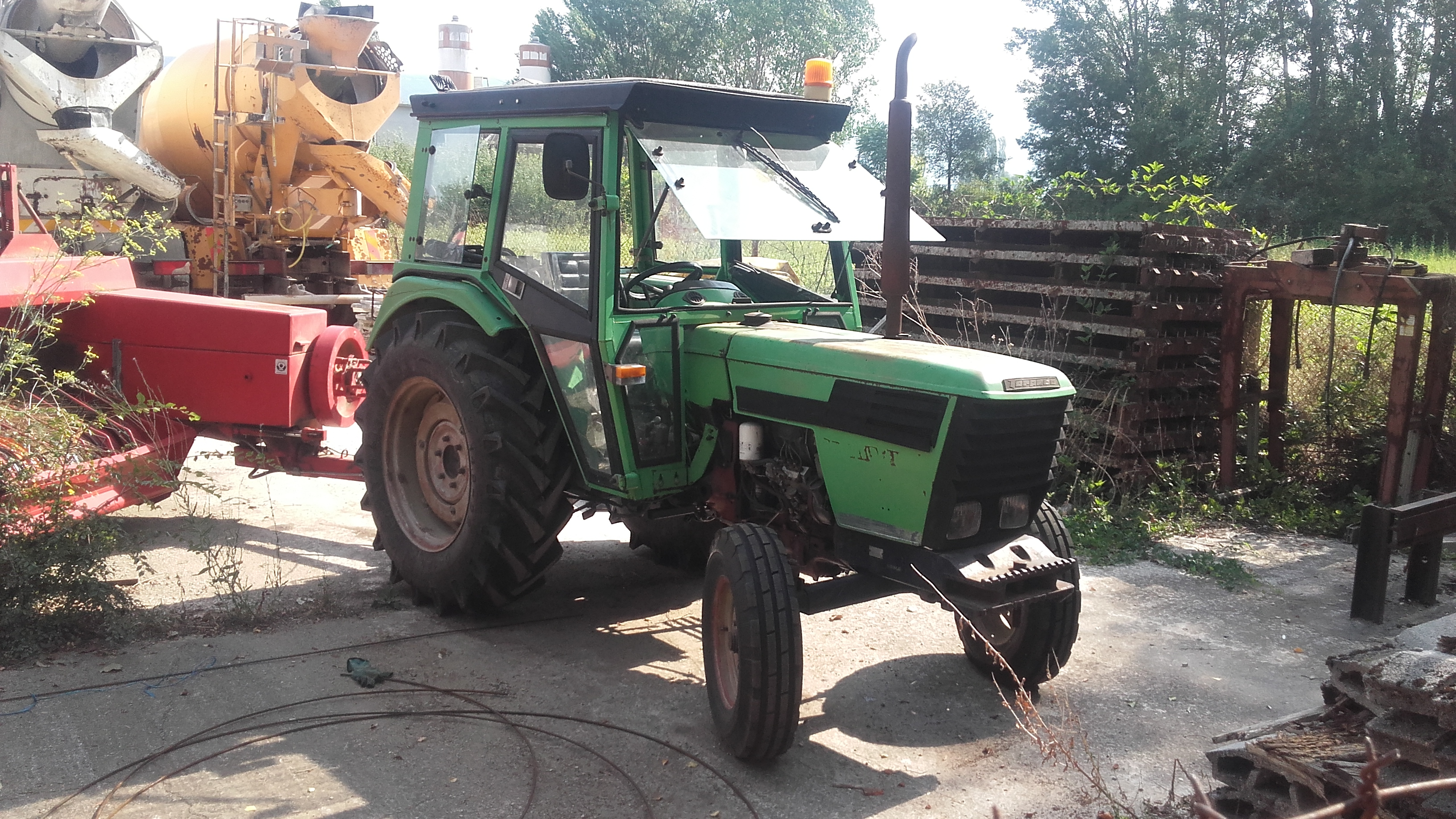
Torpedo-Traktor (Lizenznachbau Deutz AG)

Das Unternehmen ging auf verschiedene Vorgängerunternehmen zurück. Dazu zählte unter anderem die Whitehead-Werft, die von 1875 bis 1924 bestand. 1953 erhielt das Werk Aleksandar Ranković einen neuen Namen und baute fortan hauptsächlich Schiffsmotoren. Zudem wurden Motoren in verschiedenen Größen für Aggregate, Traktoren und Lastkraftwagen hergestellt. Gleichzeitig erfolgte unter Geheimhaltung der Bau von etwa 365 Torpedos bis Mitte der 1960er Jahre. Ab 1965 erweiterte die Fabrik ihr Produktangebot auf Baggerlader, Radlader, Lastkraftwagen und Traktoren.
Im Jahr 1975 begann die Produktion luftgekühlter Dieselmotoren und Traktoren in Zusammenarbeit mit der deutschen Deutz AG. Diese Produkte wurden exportiert, darunter 2500 Motoren nach Algerien im Jahr 1982. Ab Mitte der 1980er Jahre entwickelte die Fabrik auch eigene Traktoren, die auf den luftgekühlten Deutz-Dieselmotoren basierten. 1985 wurden insgesamt 6832 Motoren produziert, davon 4415 für Traktoren. In den 1990er Jahren setzte die Fabrik die Entwicklung verschiedener Spezialfahrzeuge und Lastkraftwagen fort. Während des Heimatkrieges entwickelten Ingenieure und Arbeiter ein leicht gepanzertes Fahrzeug für die kroatische Armee.
In den 1990er Jahren geriet das Unternehmen infolge von finanziellen Problemen, technologischem Rückstand und schwachen Geschäftsaussichten in wirtschaftliche Schwierigkeiten und ging schließlich im Jahr 2000 in Konkurs.